# Concubine

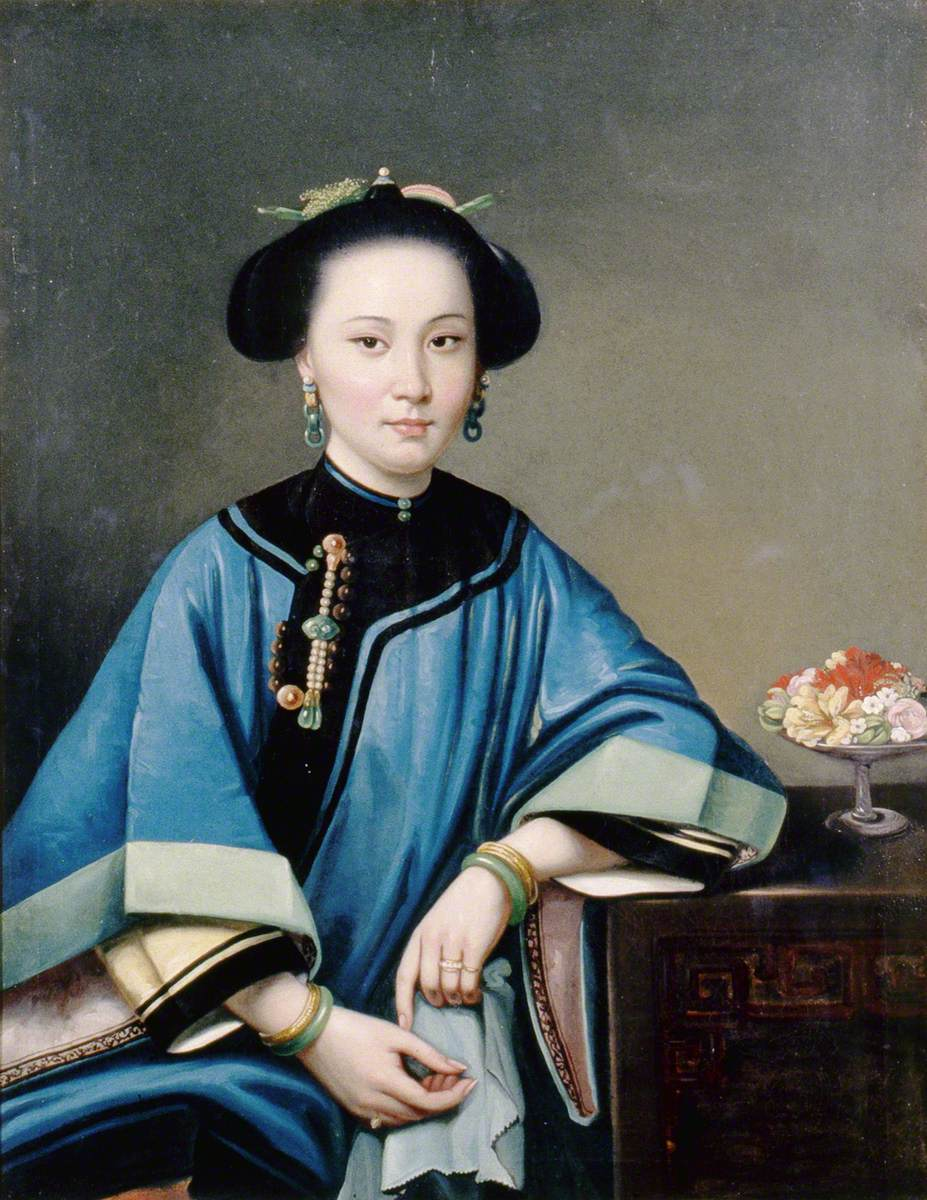
Portrait de Wo Hing, quatrième concubine de Hexing de Hong Kong, peint par Guan Qiaochang Lam Qua (1801–1860)

Une concubine (du latin classique concubina, dérivé de concumbere « coucher avec »), terme attesté dès 1213, désigne une « femme qui vit avec un homme sans être mariée avec lui ». Elle se distingue ainsi de l'épouse officielle, et de la maîtresse, femme avec qui un homme a des rapports sexuels extraconjugaux mais qui ne cohabite pas avec lui (à certaines exceptions près comme les maîtresses royales qui acquièrent un statut quasi officiel et habitent une maison du domaine royal où elles occupent le plus souvent une charge). L'homme peut posséder une ou plusieurs concubines.
Les concubines sont financièrement soutenues par l'homme et leur descendance est reconnue publiquement, bien que de moindre statut que celle issue de l'épouse. Lorsque le concubinage est voulu (par la femme) il est considéré comme une sécurité économique. Lorsqu'il est subi, il s'agit parfois d'esclavage sexuel, comme dans l'ancien royaume du Népal, où les serfs devaient donner une de leurs filles à leur seigneur.

## Éléments historiques
Selon l'historienne Elizabeth Abbott, dans toutes les sociétés, toutes les classes (depuis les milieux populaires jusqu'à la haute société), et à toutes les époques, la condition la plus propice à l'apparition des maîtresses et concubines a été la coutume des mariages arrangés et forcés qui permettent souvent de nouer des alliances au nom des intérêts familiaux. Le concubinat était souvent reconnu comme une institution honorable, mais de statut inférieur à celui du mariage. La précarité et l'ambiguïté de ce statut ont dominé la vie des concubines et des maîtresses pendant des siècles, avant qu'elles ne bénéficient dans les sociétés qui s'inscrivent dans l'élan du progrès de la condition féminine, de la libéralisation des lois régissant la famille et les relations personnelles et du recours aux tests d'ADN de paternité.
Dans l’Antiquité grecque classique (IVe et Ve siècle av. J.-C.), Homère attribue à ses héros une seule épouse et une ou plusieurs concubines. L’épouse assure une descendance légitime ; la concubine est chargée de veiller à l’exécution des tâches domestiques et aux plaisirs intimes ; l’une et l’autre vivent recluses au gynécée. La fidélité à l’époux est exigée : en cas de flagrant délit d’adultère, le mari trompé a le droit de tuer sur le champ son rival ainsi que son épouse ou concubine adultère.

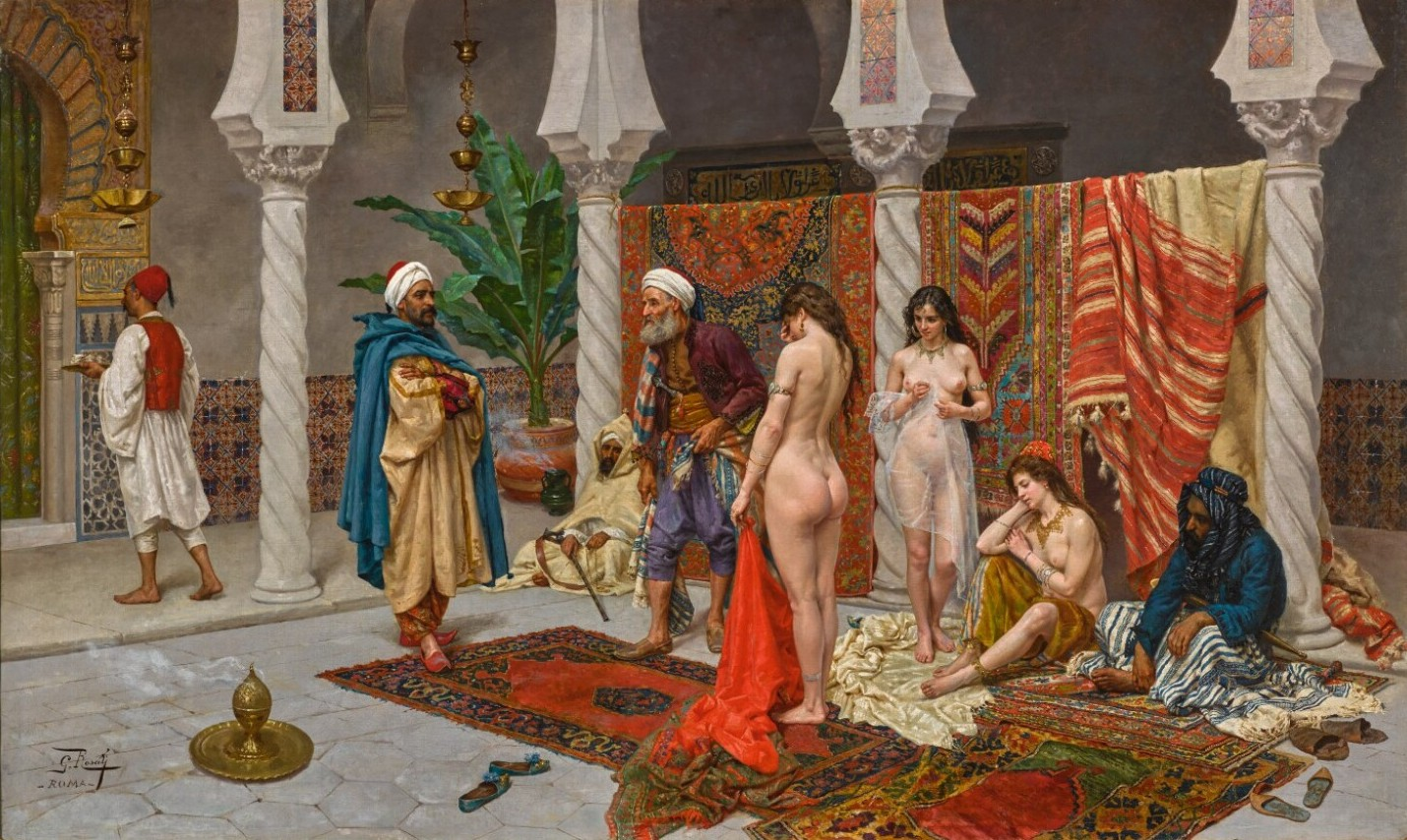
Le choix de la concubine favorite au harem (Giulio Rosati)

Dans la civilisation arabe, le sultan ou tout seigneur suffisamment riche pour posséder un harem, choisissait sa concubine parmi ses esclaves musulmane ou non musulmane .
En Chine, pendant longtemps, le statut d’un homme se mesurait au nombre de ses femmes, épouses ou concubines. Dans la Chine impériale, des concubines jouent un rôle politique (comme Wu Zetian qui devint même impératrice). En 1949, les communistes ont interdit cette pratique ancestrale, signe pour eux de décadence bourgeoise.
Au Siam (actuelle Thaïlande), les hommes pouvaient avoir plusieurs épouses, qu'ils pouvaient revendre, ainsi que leurs enfants. L'épouse principale ne pouvait être que répudiée, et au décès de son mari, elle héritait de ses droits sur les épouses secondaires.